# Воскрешаючи мерців
Воскрешаючи мерців (англ. Bringing Out the Dead) — драма Мартіна Скорсезе 1999 року із Ніколасом Кейджем та Патрицією Аркетт у головних ролях.

## Сюжет
Виє сирена. Спалахи сліплять очі. По нічному Нью-Йорку назустріч смерті мчиться «швидка допомога». Френк Пірс — парамедик, що працює в нічну зміну. Френка постійно переслідують видіння — примари людей, яких він так і не зумів врятувати. Його життя перетворюється на пекло, він — на межі зриву, та все ж продовжує боротьбу із смертю.

## Акторський склад
- Ніколас Кейдж — Френк Пірс
- Патриція Аркетт — Мері Берк
- Джон Гудмен — Ларрі
- Вінг Реймс — Маркус
- Том Сайзмор — Том Воллс
- Марк Ентоні — Ноель
- Кліфф Кертіс — Сай Коутс
- Мері Бет Герт[en] — медсестра Констанс
- Аїда Туртурро[en] — медсестра Крупп
- Філліс Сомервілл[en] — пані Берк
- Соня Сон[en] — Каніта
- Майкл Вільямс — наркоторговець
- Мартін Скорсезе — голос диспетчера
- Квін Латіфа — голос подружки диспетчера
- Джуді Реєс — медсестра реанімації

## Нагороди та номінації[2]
| Рік  | Премія                 | Організація                                     | Категорія                                                            | Номінант         | Примітки                | Результат |
| ---- | ---------------------- | ----------------------------------------------- | -------------------------------------------------------------------- | ---------------- | ----------------------- | --------- |
| 2000 | FFCC Award             | Florida Film Critics Circle Awards              | Best Cinematography                                                  | Роберт Річардсон | режисер-оператор        | Перемога  |
| 2000 | Silver Ribbon          | Italian National Syndicate of Film Journalists  | Best Production Design (Migliore Scenografia)                        | Данте Ферретті   | художник-постановник    | Перемога  |
| 2000 | Golden Satellite Award | Satellite Awards                                | Best Performance by an Actor in a Supporting Role, Comedy or Musical | Вінг Реймс       | виконавець ролі Маркуса | Номінація |
| 2000 | SIYAD Award            | Turkish Film Critics Association (SIYAD) Awards | Best Foreign Film                                                    |                  | 6-те місце              | Номінація |
| 1999 | Golden Trailer         | Golden Trailer Awards                           | Best of Show                                                         |                  |                         | Номінація |
| 1999 | Golden Trailer         | Golden Trailer Awards                           | Best Voice Over                                                      |                  |                         | Номінація |
| 1999 | Golden Trailer         | Golden Trailer Awards                           | Best Edit                                                            |                  |                         | Номінація |